# 拉塞爾斯普林斯 (堪薩斯州)
拉塞爾斯普林斯（英語：Russell Springs）是一個位於美國堪薩斯州洛根縣的城市。

## 地方資料
根據2020年美國人口普查的數據，拉塞爾斯普林斯的面積為1.83平方千米，當中陸地面積為1.83平方千米，而水域面積為0.00平方千米。當地共有人口26人，而人口密度為每平方千米14.21人。